# 285 Regina
285 Regina (mednarodno ime je tudi 285 Regina) je asteroid v glavnem asteroidnem pasu. 

## Odkritje
Asteroid je odkril francoski astronom Auguste Honoré Charlois ( 1864 – 1910) 3. avgusta 1889 v Nici.. 

## Lastnosti
Asteroid Regina obkroži Sonce v 5,41 letih. Njegova tirnica ima izsrednost 0,209, nagnjena pa je za 17,621° proti ekliptiki. Njegov premer je 45,13 km .